# El Cóndor
El Cóndor (chiamato anche più semplicemente Condor) è un comune (comisión municipal in spagnolo) dell'Argentina, appartenente alla provincia di Jujuy, nel dipartimento di Yavi. Si trova a 92 km. dalla capitale provinciale di San Salvador de Jujuy.
In base al censimento del 2001, nel territorio comunale dimorano 415 abitanti, di cui 157 nella cittadina capoluogo del comune.